# Gheorghiță Ștefan
Gheorghiță Ștefan (n. 17 ianuarie 1986, București, România) este un fost luptător român, practicant al luptelor libere, laureat cu medalia de bronz la Jocurile Olimpice din 2008.

## Carieră
Sportivul a început să practice luptele la vârsta de 12 ani la CS Rapid București. În Germania a luptat pentru cluburile KSV Ketsch și ASV Mainz din Bundesliga.
În anul 2008 a participat la Jocurile Olimpice de la Beijing unde a ocupat inițial locul cinci după ce a pierdut meciul decisiv cu Murad Gaidarov. Dar în 2016 a primit medalia de bronz după ce uzbecul Soslan Tighiev a fost descalificat pentru dopaj.
În anii 2010, 2011 și 2012 luptătorul a obținut trei medalii de bronz la Campionatele Europene. La Universiada de la Kazan din 2013 a cucerit medalia de aur.
În 2016 s-a căsătorit cu judoka Corina Căprioriu.

## Legături externe
- Gheorghiță Ștefan la Comitetul Olimpic și Sportiv Român (arhivat)
- en Gheorghiță Ștefan la Olympedia.org
- en  Gheorghiță Ștefan la International Wrestling Database